# Matitjahu Peled
Matitjahu Peled (hebrejsky: מתתיהו פלד, neformálně מתי פלד, Mati Peled, rodným jménem Matitjahu Ifland, žil 20. července 1923 – 10. března 1995) byl izraelský generál, politik a poslanec Knesetu za Progresivní kandidátku za mír.

## Biografie
Narodil se v Haifě. V letech 1946–1947 vystudoval právo na Londýnské univerzitě, v letech 1961–1963 pak pokračoval blízkovýchodními studii na Hebrejské univerzitě. V roce 1971 získal bakalářský titul na University of California. Získal doktorát z literatury. V roce 1941 se zapojil do židovských jednotek Palmach, později sloužil v izraelské armádě. Velel oddílu v brigádě Giv'ati (později byl jejím zástupcem velitele). Byl těžce zraněn v boji. Během suezské krize roku 1956 velel oblasti Šlomo. Stal se pak na několik měsíců po suezské krizi vojenským správcem pásma Gazy. Byl také velitelem pro zásobování v generálním štábu s hodností generálmajora (Aluf). V roce 1963 působil rovněž coby poradce ministra obrany Izraele. Z armády byl propuštěn v roce 1969.

## Politická dráha
Po propuštění z aktivní vojenské služby se začal výrazněji angažovat v mírových aktivitách mezi Izraelem a Araby. V roce 1975 byl jedním ze zakladatelů organizace Israeli Council for Israeli-Palestinian Peace. Roku 1976 se připojil ke straně Ja'ad. V roce 1977 zakládal stranu Machane smol le-Jisra'el (Levicový tábor Izraele). V roce 1984 pak zakládal židovsko-arabskou levicovou stranu Progresivní kandidátka za mír.
V izraelském parlamentu zasedl po volbách v roce 1984, do nichž šel za Progresivní kandidátku za mír. Byl členem výboru pro ekonomické záležitosti a výboru pro vzdělávání a kulturu. Ve volbách v roce 1988 mandát neobhájil.